# Campeonato Carioca de Futebol Feminino de 2014
O Campeonato Carioca de Futebol Feminino de 2014 foi a 23ª edição da divisão principal do campeonato estadual de futebol feminino do Rio de Janeiro. A competição foi organizada pela Federação de Futebol do Estado do Rio de Janeiro (FERJ) e teve o Botafogo como campeão.
O torneio seguiu o mesmo regulamento da edição de 2013 e deu aos finalistas uma vaga na Copa do Brasil de 2015.

## Regulamento
Na primeira fase, as seis equipes jogaram entre si em turno e returno, passando as duas melhores para a final, que foi disputada em jogo único e em campo neutro. As duas finalistas garantiram vaga na Copa do Brasil de 2015.

### Critérios de desempate
Estes foram os critérios de desempate aplicados:
1. Maior número de vitórias na fase
2. Melhor saldo de gols na fase
3. Maior número de gols pró na fase
4. Menor número de cartões amarelos e vermelhos, durante todo o campeonato, somados os cartões das atletas e comissão técnica (cada cartão vermelho equivalia a três cartões amarelos)
5. Sorteio na sede da Federação, em dia e horário a serem determinados

## Participantes
| Equipe             | Cidade          | Em 2013      | Estádio (mando)   | Capacidade | Títulos (último) |
| ------------------ | --------------- | ------------ | ----------------- | ---------- | ---------------- |
| Botafogo           | Rio de Janeiro  | 4.º          | CEFAN             | —          | 0                |
| Duque de Caxias    | Duque de Caxias | 2.º          | Telê Santana      | 1 000      | 1 (2011)         |
| Karanba            | São Gonçalo     | 5.º          | Cordeiros         | —          | 0                |
| LCD/ADDP Cabo Frio | Cabo Frio       | não disputou | a definir         | —          | 0                |
| Portuguesa-RJ      | Rio de Janeiro  | não disputou | Luso-Brasileiro   | 3 718      | 0                |
| Vasco da Gama      | Rio de Janeiro  | 1.º          | CT Vasco (Caxias) | —          | 9 (2013)         |

## Primeira fase
| Pos | Equipe             | Pts | J  | V | E | D | GP | GC | SG  |
| --- | ------------------ | --- | -- | - | - | - | -- | -- | --- |
| 1   | Botafogo           | 26  | 10 | 8 | 2 | 0 | 56 | 4  | +48 |
| 2   | Duque de Caxias    | 23  | 10 | 7 | 2 | 1 | 33 | 14 | +19 |
| 3   | Vasco da Gama      | 18  | 10 | 6 | 0 | 4 | 39 | 18 | +21 |
| 4   | Karanba            | 8   | 10 | 2 | 2 | 6 | 13 | 37 | -24 |
| 5   | LCD/ADDP Cabo Frio | 5   | 10 | 1 | 2 | 7 | 5  | 34 | -29 |
| 6   | Portuguesa-RJ      | 5   | 10 | 1 | 2 | 7 | 7  | 46 | -39 |

|                    | BOT | DCA | KAR | LCD | POR  | VAS |
| ------------------ | --- | --- | --- | --- | ---- | --- |
| Botafogo           | –   | 6–1 | 8–0 | 8–0 | 8–0  | 5–1 |
| Duque de Caxias    | 1–1 | –   | 2–1 | 4–0 | 8–0  | 3–2 |
| Karanba            | 0–9 | 3–3 | –   | 2–0 | 1–1  | 0–5 |
| LCD/ADDP Cabo Frio | 1–1 | 0–4 | 1–2 | –   | 0–0  | 0–8 |
| Portuguesa-RJ      | 0–7 | 1–4 | 2–1 | 2–3 | –    | 1–4 |
| Vasco da Gama      | 0–3 | 0–3 | 6–3 | 3–0 | 10–0 | –   |

## Final
| 22 de novembro | Botafogo                 | 2 – 0  | Duque de Caxias | Estádio Luso-Brasileiro, Rio de Janeiro |
| 16:00          | Larissa 59' · Maycon 72' | Súmula |                 | Árbitro: RJ Rejane Silva                |

## Premiação
| Campeonato Carioca de Futebol Feminino 2014 |
| ------------------------------------------- |
| BOTAFOGO Campeão (1.º título)               |